# Okamejei cairae
Okamejei cairae is een vissensoort uit de familie van de Rajidae. De wetenschappelijke naam van de soort is voor het eerst geldig gepubliceerd in 2010 door Last, Fahmi & Ishihara.